# Сау (приток Эйвона)
Сау (Соу; англ. River Sowe) — река в Великобритании, крупный правый приток верхнего течения Эйвона. Течёт по территории графств Уорикшир и Уэст-Мидлендс в центральной части Англии.
Длина реки составляет 30 км. Площадь водосборного бассейна — 262 км².
Сау начинается в полях между Нью-Арли и Астли к северу-западу от Ковентри. В верхней половине течёт в основном на юго-восток, в нижней — на юго-запад. Впадает в Эйвон около Стонли.
Основные притоки: Брич-Брук, Уити-Брук, Смайт-Брук, Шерборн, Финем-Брук.
Крупнейший водоём в бассейне — пруд Кумб-Пул в нижнем течении ручья Смайт-Брук.